# 愛知みずほ大学
愛知みずほ大学（あいちみずほだいがく、英語: Aichi Mizuho College）は、愛知県名古屋市瑞穂区春敲町2-13に本部を置く日本の私立大学。1940年創立、1993年大学設置。大学の略称はAMC。

## 概観

### 大学全体
1993年（平成5年）に設置された。大学の名称である「みずほ」は、かつて瑞穂区にあり母体となった愛知みずほ短期大学の「瑞穂」に由来し、元々は地名である。
2012年（平成24年）度に愛知みずほ大学短期大学部がある地に名古屋キャンパスを新設し、2014年（平成26年）度に同キャンパスに全面移転を完了した。

## キャンパス

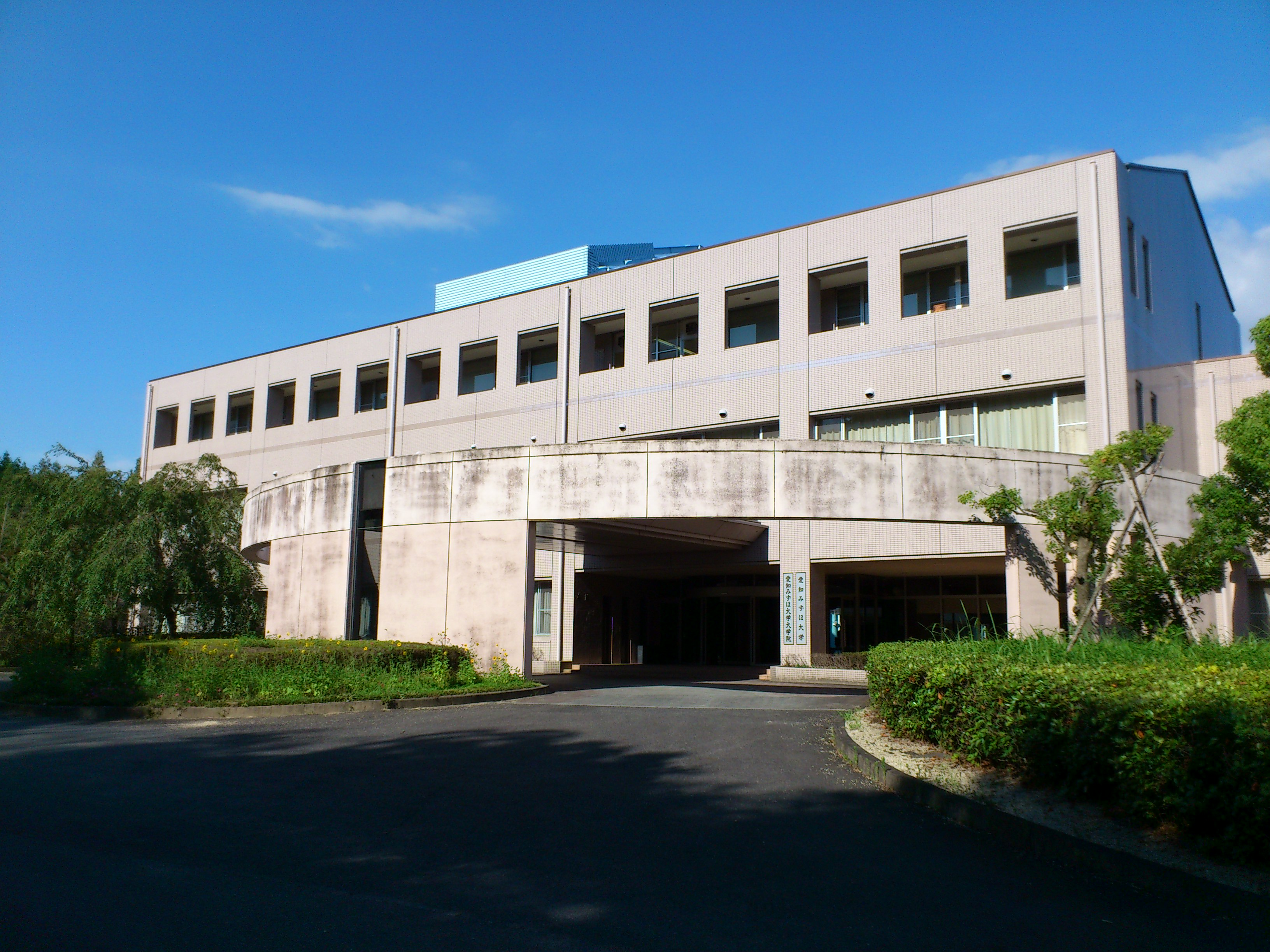
豊田キャンパス（2012年7月）

- 名古屋キャンパス（愛知県名古屋市瑞穂区春敲町）
- 豊田キャンパス（愛知県豊田市平戸橋町・2013年（平成25年）度をもって閉鎖）
  - 跡地はトヨタホームが「アスムテラス豊田平戸橋」として分譲する住宅地として利用されている[2]。

## 教育および研究

### 組織
学部
- 人間科学部
  - 心身健康科学科
    - 養護・保健コース
    - 健康スポーツコース
    - 心理・カウンセリングコース
    - 人間科学コース

大学院
- 人間科学研究科
  - 心身健康科学専攻（修士課程）

短期大学部
- 現代幼児教育学科
  - こども生活専攻
- 生活学科
  - 食物栄養専攻
  - 生活文化専攻
    - 養護教諭コース
    - オフィス総合コース

### 他大学との協定
- 放送大学[3]

## 附属学校
- 愛知みずほ大学瑞穂高等学校

## 公式サイト
- 公式ウェブサイト